# Jason Marsden
Jason Christopher Marsden (Providence, 3 de janeiro de 1975), é um ator dos Estados Unidos.

## Filmografia
| Ano  | Título                        | Papel | Notas    |
| ---- | ----------------------------- | ----- | -------- |
| 1963 | General Hospital              |       | tv       |
| 1988 | The Munsters Today            |       | tv       |
| 1991 | Eerie, Indiana                |       | tv       |
| 1993 | Almost Home                   |       | tv       |
| 1994 | Tom                           |       | tv       |
| 1991 | Step by Step                  |       | tv       |
| 1993 | Boy Meets World               |       | tv       |
| 1987 | Full House                    |       | tv       |
| 1991 | Blossom                       |       | tv       |
| 2005 | Loonatics Unleashed           |       | Voz - tv |
| 2001 | Sen to Chihiro no kamikakushi |       | Voz - tv |
| 2008 | Batman: Gotham Knight         |       |          |